# Volkswagen Polo III
Pour les articles homonymes, voir Volkswagen Polo.
La Volkswagen Polo III est une automobile du constructeur automobile allemand Volkswagen.

## Caractéristiques techniques
Carrosseries :
- 3 portes,
- 5 portes,
- 4 portes lancée en 1995 (Polo Flight, aussi appelée Polo Classic, Polo Sedan ou encore Polo Derby version VW de la SEAT Cordoba),
- Break lancé en 1995 (Polo Variant, aussi appelée Polo Wagon et Polo Estate, version VW de la SEAT Cordoba Vario),
- Utilitaire (Caddy, version VW de la SEAT Inca),
- Polo Playa (Seat Ibiza II 5 portes rebadgée VW, uniquement vendue en Afrique du Sud).

Moteurs :
Les Volkswagen Polo III ont été déclinées en versions essences et diesel allant de 45 à 125 ch et de cylindrées de 1,0 à 1,9 L
| Cycle      | Code moteur | Cylindrée | Cylindres | Soupapes | Puissance | Puissance | De            | À              | Sur                          |
| ---------- | ----------- | --------- | --------- | -------- | --------- | --------- | ------------- | -------------- | ---------------------------- |
| Essence    |             | 1.0L      | 4         | 8        | 33 KW     | 45 ch     |               |                | 6N1                          |
| Essence    | ALL         | 1,0 L     | 4         | 8        | 37 kW     | 50 ch     | 07/97         | 11/99          | 6N                           |
| Otto       | AER         | 1,0 L     | 4         | 8        | 37 kW     | 50 ch     | 10/94         | 11/99          | 6N                           |
| Essence    | AUC         | 1,0 L     | 4         | 8        | 37 kW     | 50 ch     |               |                | 6N                           |
| Otto       | ALD         | 1,0 L     |           |          | 37 kW     | 50 ch     |               |                |                              |
| Essence    | ANV         | 1,0 L     | 4         | 8        | 37 kW     | 50 ch     |               |                |                              |
| Otto SPI   | AEV         | 1,05 L    |           |          | 33 kW     | 45 ch     |               |                |                              |
| Essence    | ADX         | 1,3 L     | 4         | 8        | 40 kW     | 55 ch     |               | juillet 1995   | 6N                           |
| Otto MPI   | AEX         | 1,4 L     | 4         | 8        | 44 kW     | 60 ch     | juillet 1995  | décembre 2001  | 6N, 6N2                      |
| Essence    | AKK         | 1,4 L     | 4         | 8        | 44 kW     | 60 ch     |               |                |                              |
| Otto       | ANW         | 1,4 L     |           |          | 44 kW     | 60 ch     |               |                |                              |
| Essence    | APQ         | 1,4 L     | 4         | 8        | 40 kW     | 55 ch     |               |                | 6N, 6N2                      |
| Essence    | AUD         | 1,4 L     | 4         | 8        | 44 kW     | 60 ch     |               |                |                              |
| Otto       | AKV         | 1,4 L     |           |          | 44 kW     | 60 ch     |               |                |                              |
| Essence    | AHW         | 1,4 L     | 4         | 16       | 55 kW     | 75 ch     |               |                | 6N2                          |
| Otto       | APE         | 1,4 L     | 4         | 16       | 55 kW     | 75 ch     |               |                |                              |
| Essence    | AUA         | 1,4 L     | 4         | 16       | 55 kW     | 75 ch     |               |                |                              |
| Essence    | AFH         | 1,4 L     | 4         | 16       | 74 kW     | 100 ch    |               |                |                              |
| Otto SPI   | AEA         | 1,6 L     | 4         | 8        | 55 kW     | 75 ch     |               | août 1995      | 6N                           |
| Essence    | AEE         | 1,6 L     | 4         | 8        | 55 kW     | 75 ch     | août 1995     |                |                              |
| Otto       | AFT         | 1,6 L     |           |          | 74 kW     | 100 ch    | décembre 1995 | octobre 1999   |                              |
| Essence    | AJV         | 1,6 L     | 4         | 16       | 88 kW     | 120 ch    | mars 1998     | septembre 1999 | 6N GTi                       |
| Otto       | ARC         | 1,6 L     | 4         | 16       | 92 kW     | 125 ch    | octobre 1999  | octobre 2001   | 6N2 GTi                      |
| Essence    | AVY         | 1,6 L     | 4         | 16       | 92 kW     | 125 ch    | octobre 1999  | octobre 2001   | 6N2 GTi                      |
| Diesel SDI | AHG         | 1,7 L     |           |          | 42 kW     | 57 ch     |               |                |                              |
| Diesel SDI | AKU         | 1,7 L     | 4         | 8        | 44 kW     | 60 ch     |               |                |                              |
| Diesel SDI | AKW         | 1,7 L     |           |          |           |           |               |                |                              |
| Diesel SD  | AEF         | 1,9 L     | 4         | 8        | 47 kW     | 64 ch     |               |                |                              |
| Diesel SDI | AGD         | 1,9 L     |           |          | 47 kW     | 64 ch     |               |                |                              |
| Diesel SDI | ASX         | 1,9 L     | 4         | 8        | 47 kW     | 64 ch     |               |                |                              |
| Diesel SDI | AQM         | 1,9 L     |           |          |           |           |               |                | 6N2                          |
| Diesel TDI | AMF         | 1,4 L     | 3         | 8        | 55 kW     | 75 ch     |               |                | 6N2                          |
| Diesel TDI | AHU         | 1,9 L     | 4         | 8        | 66 kW     | 90 ch     | 01/97         | 08/99          |                              |
| Diesel TDI | AFN         | 1,9 L     | 4         | 8        | 81 kW     | 110 ch    | 06/98         | 08/99          | Flight / Variant / Caddy     |
| Diesel TDI | ALE         | 1,9 L     | 4         | 8        | 66 kW     | 90 ch     | 11/97         | 08/99          |                              |
| Diesel TDI | ALH         | 1,9 L     | 4         | 8        | 66 kW     | 90 ch     | 10/99         | 09/01          | Flight / Variant / Caddy 6N2 |
| Diesel TDI | AGR         | 1,9 L     | 4         | 8        | 66kW      | 90 ch     | 10/99         | 09/01          | 6N2                          |

## Versions

### Polo III (6N): 1994 - 1999

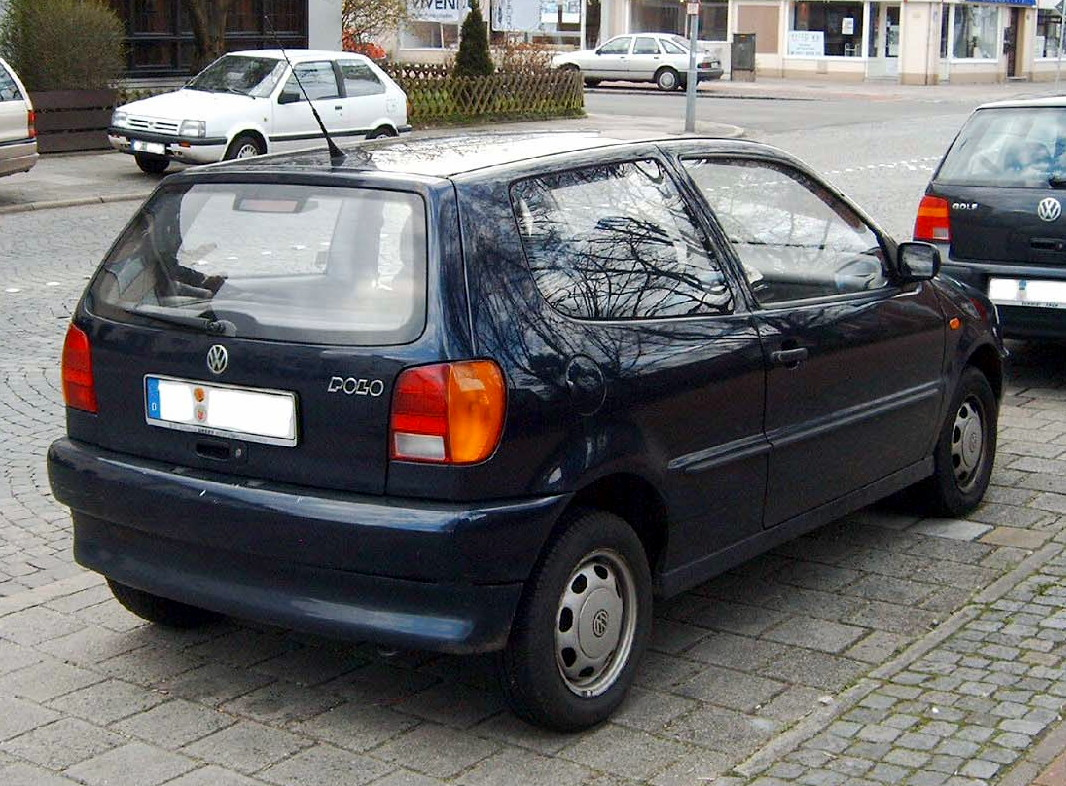
Volkswagen Polo III, vue arrière

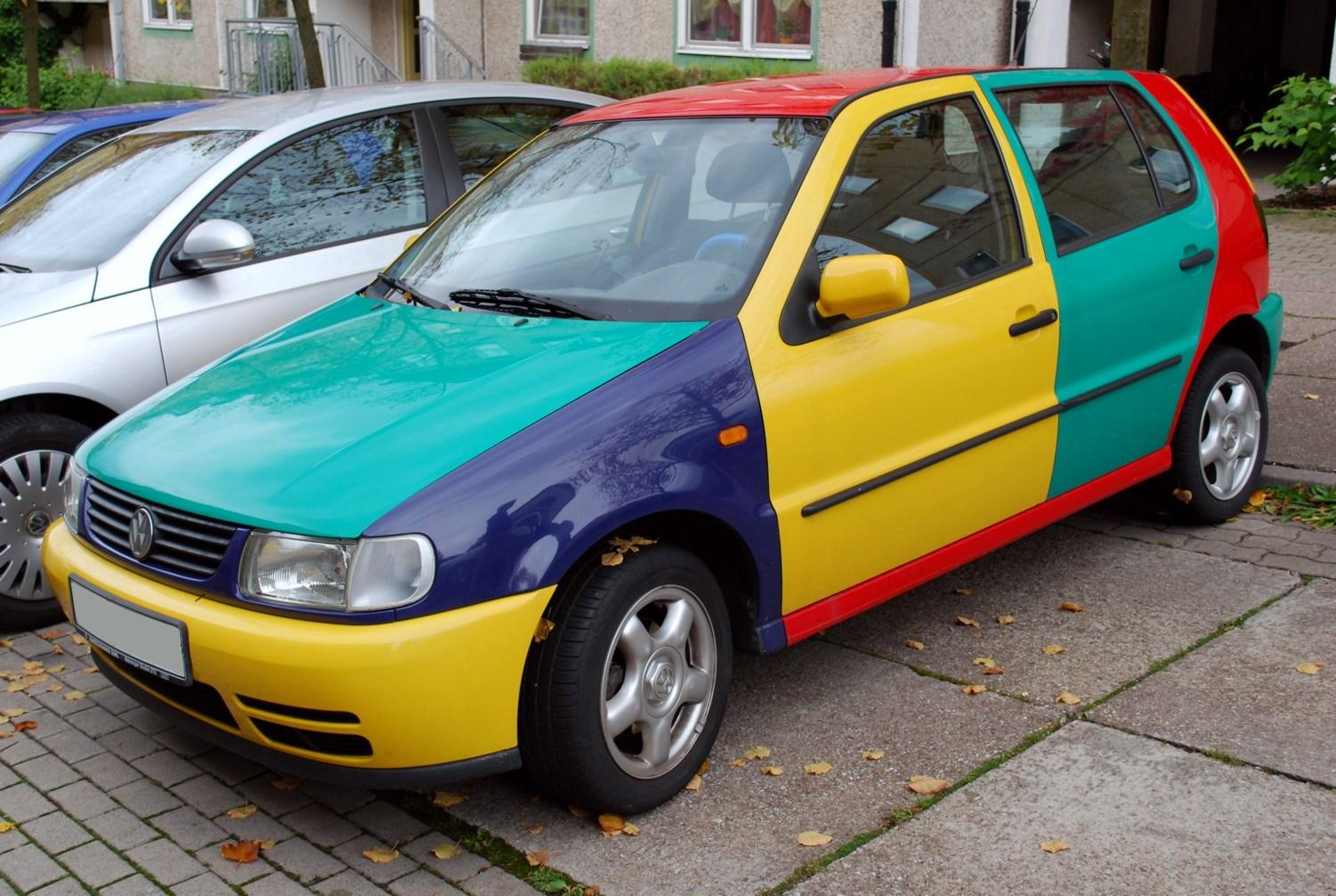
Polo III Arlequin

La 6N était disponible en deux versions esthétiquement différentes : l'une avait les pare-chocs composés de deux parties étroites (partie haute en plastique et partie basse en métal), et la version supérieure (GL, GT, Match) avait des pare-chocs en une seule partie. Il y avait aussi d'autres différences :
- Des clignotants avant et rappels latéraux sur les gros pare-chocs blancs et non orange.
- Des feux arrière plus foncés sur les versions avec gros pare-chocs.

À partir de 1997, de très légères modifications furent apportées :
- Un compteur rétro éclairé vert (sauf bleu sur GTi) avec une autre disposition des éléments,
- Un petit becquet est apparu sur le hayon (option),
- Un cache en plastique est présent dans le compartiment moteur, comme sur les voitures plus modernes,
- Nouveau dessin de la planche de bord pour intégrer le double Airbag sur toutes les versions qui déplace la boîte à gants sous son ancien emplacement et réduit considérablement sa capacité (une façade d'autoradio ou une paire de gants au mieux)

Il y eut également des versions spéciales telles que les Polo Carat (finition intérieur cuir), Tag Heuer (teinte extérieur argent et cuir noir chauffant à l'avant).
En 1995, Volkswagen sort une série limitée Arlequin (Harlekin en Allemagne) de 1 000 exemplaires dont chaque panneau de carrosserie arbore une couleur différente (rouge Flash, jaune Ginster, vert pistache et bleu Chagall) ; à partir de quatre bases de carrosserie, les panneaux sont mélangés de manière qu'aucun panneau contigu ne soit de la même couleur,. Le succès de cette série conduit l'usine à en produire finalement 3 800 exemplaires puis à décliner le concept sur la Golf III destinée au marché américain où la Polo n'était pas commercialisée.
En 1998, une série limitée d'environ 500 exemplaires nommée GTi sera produite. Reprenant l'esthétique de la GT, elle abrite le 1.6L 16v porté à 125cv.

### Polo III restylée (6N2): 1999 - 2002

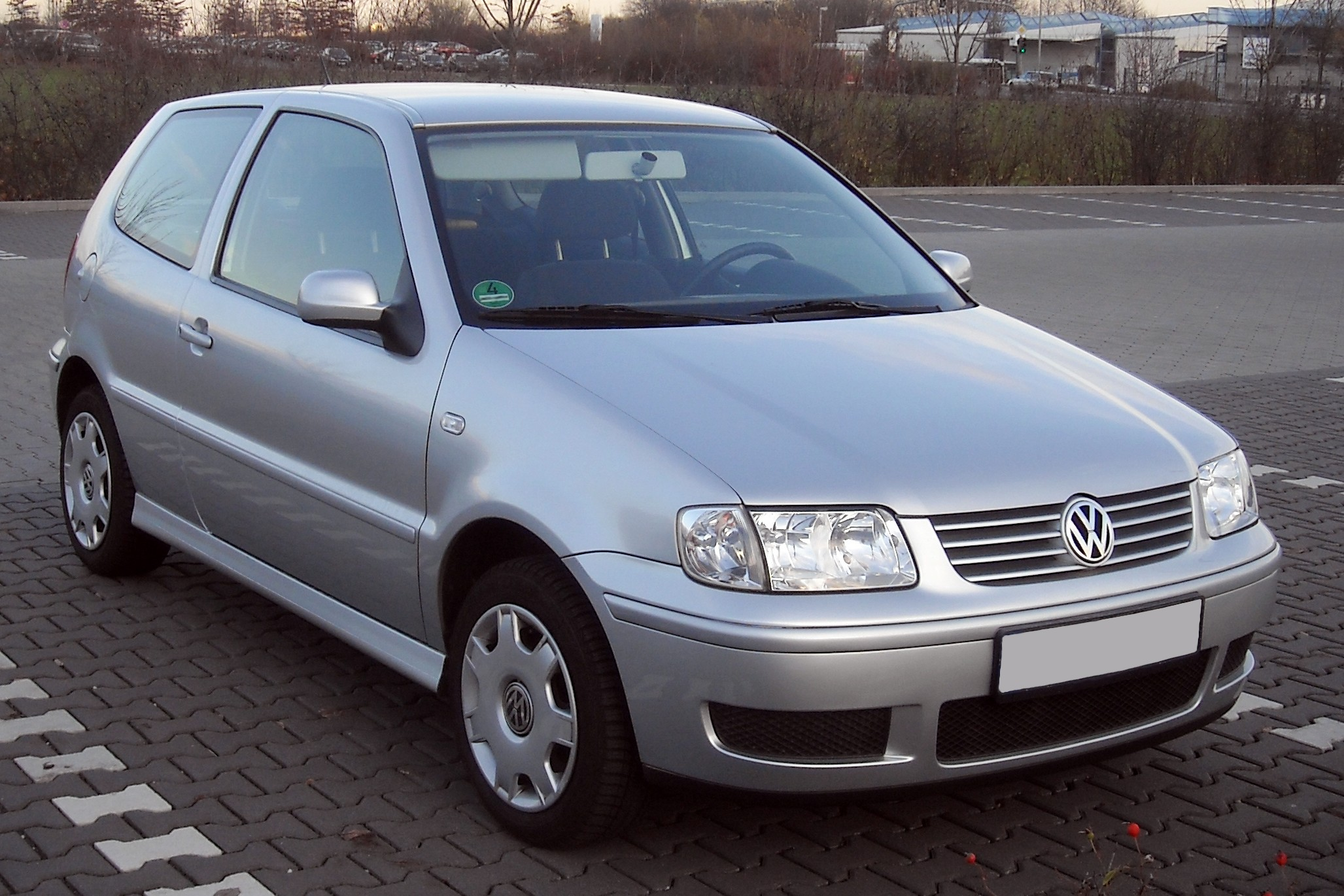
VW Polo III restylée

La 6N restylée devient la 6N2. Sur le plan esthétique, quasiment seules les optiques type cristal et les pare-chocs changent nettement (incluant une nouvelle structure de face avant) mais on peut aussi constater de très légers changements d'éléments de carrosserie, tels que les rétroviseurs ou encore les baguettes latérales. La finition intérieure quant à elle évolue nettement : totalement nouveau, l'intérieur est très inspiré de celui de sa petite sœur Lupo.
L'amortissement a aussi été revu et de nouvelles motorisations apparaissent :
- 1 litre MPI de 50 ch (sur certains marchés).
- 1,4 litre K7J MPI de 60 ch.
- 1,4 litre 16V de 75 ch.
- 1,6 litre 16V de 125 ch (sur GTI).
- 1,4 litre TDI 3 cylindres de 75 ch.

## Rallye
Plusieurs exemplaires de la Polo destinés au rally existent,,,,,.

## Fiabilité
Les éléments les plus sujets aux pannes sont :
- Certaines boîtes de vitesses manuelles (casse d'un roulement) sur toutes les versions, à la suite d'un défaut de lubrification.
- Faisceau d'allumage sur les versions essence (notamment la bobine).
- Le système pneumatique de fermeture centralisée et le système de serrures de portes.
- Les vitres électriques.